# Mindaugas Griškonis
Mindaugas Griškonis (født 17. januar 1986 i Vilnius, Sovjetunionen) er en litauisk roer.
Griškonis har opnået de fleste af sine resultater i singlesculler, hvor han blandt andet tre gange (2009, 2011 og 2012) har vundet EM-guld. Han har desuden to VM-bronzemedaljer i samme disciplin.
Griškonis vandt sølv i dobbeltsculler ved OL 2016 i Rio de Janeiro sammen med Saulius Ritter, kun slået af kroaterne Martin og Valent Sinković.

## OL-medaljer
- 2016:  Sølv i dobbeltsculler